# 碧山温泉

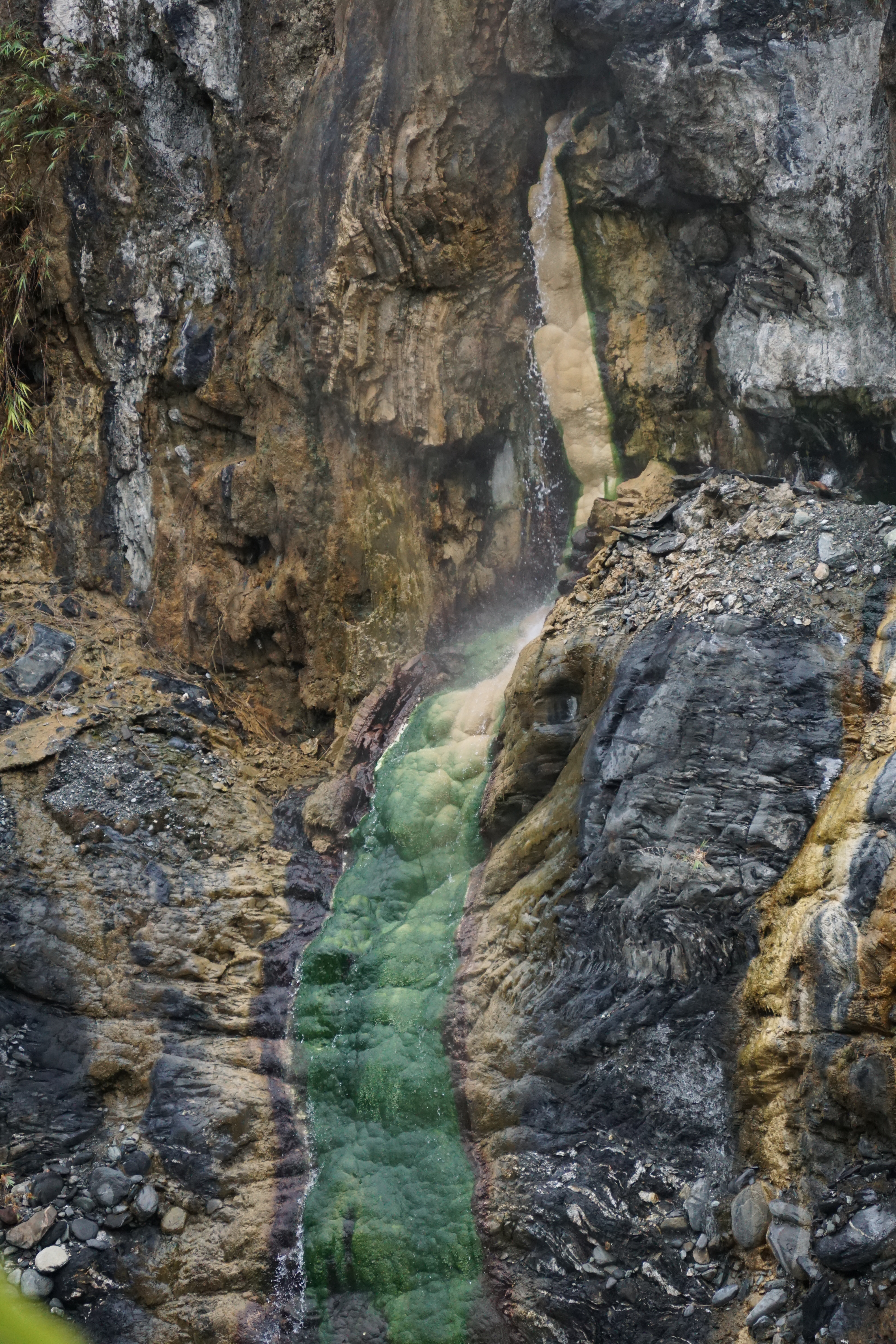
峡谷の壁から湧く源泉。周辺の壁が温泉の成分で変色している。

碧山温泉（へきざんおんせん）は台湾台東県海端郷新武呂渓の峡谷に湧く温泉で台20線の184キロ地点に位置する。

## 特徴
峡谷壁面のいたるところから源泉が噴出しており、壁面には緑色の温泉抽出物が付着していることが特徴。湧き出したお湯は壁面をつたい新武呂渓の河原に注ぎ、野湯を作っている。この野湯に行くためには細い山道や渓流をさかのぼる必要がある。
なお、道路沿いには南横公路建設に携わった工事関係者が開削した温泉（六口温泉）があり、足湯などが楽しめるようになっている。

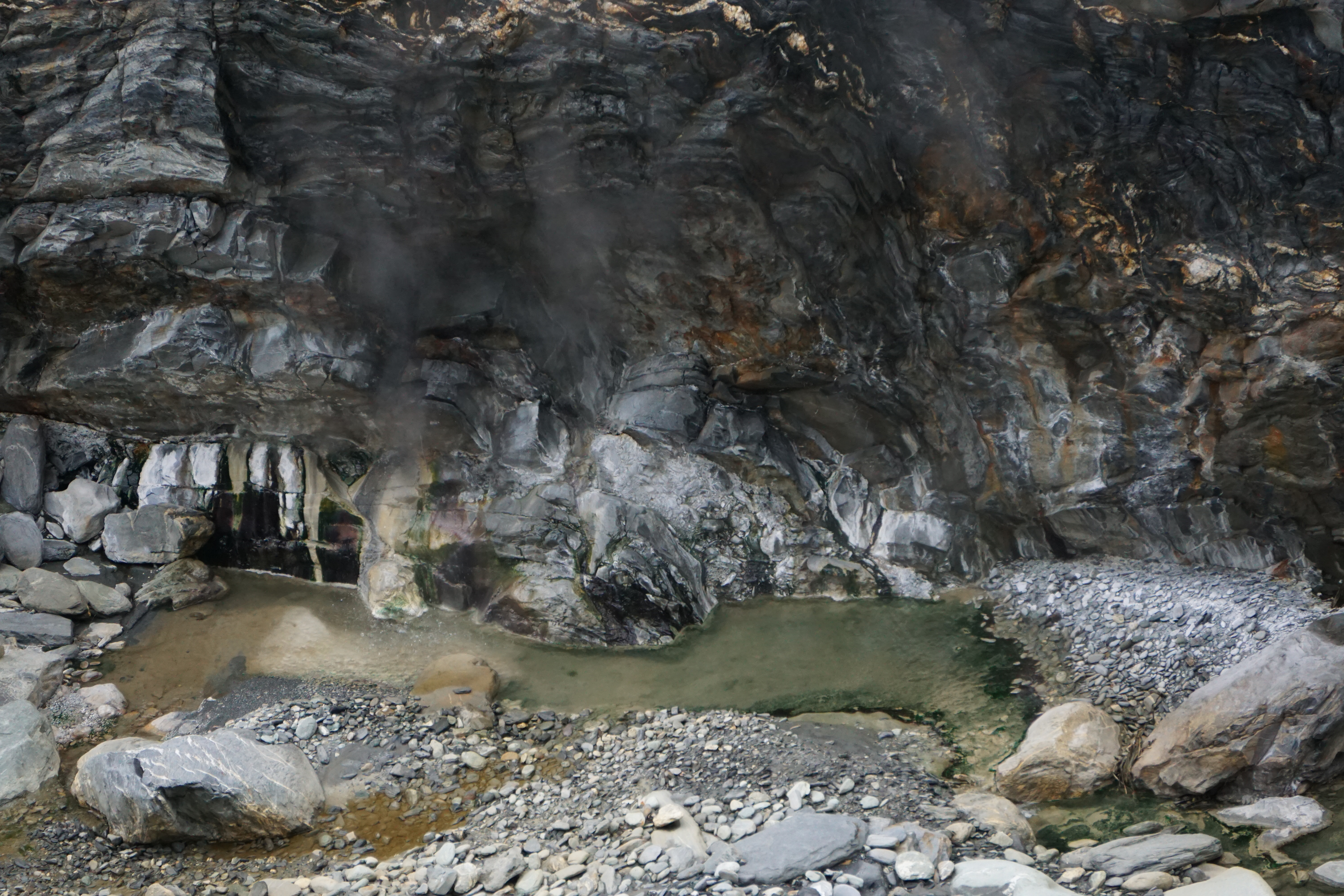
河原の湯溜まり
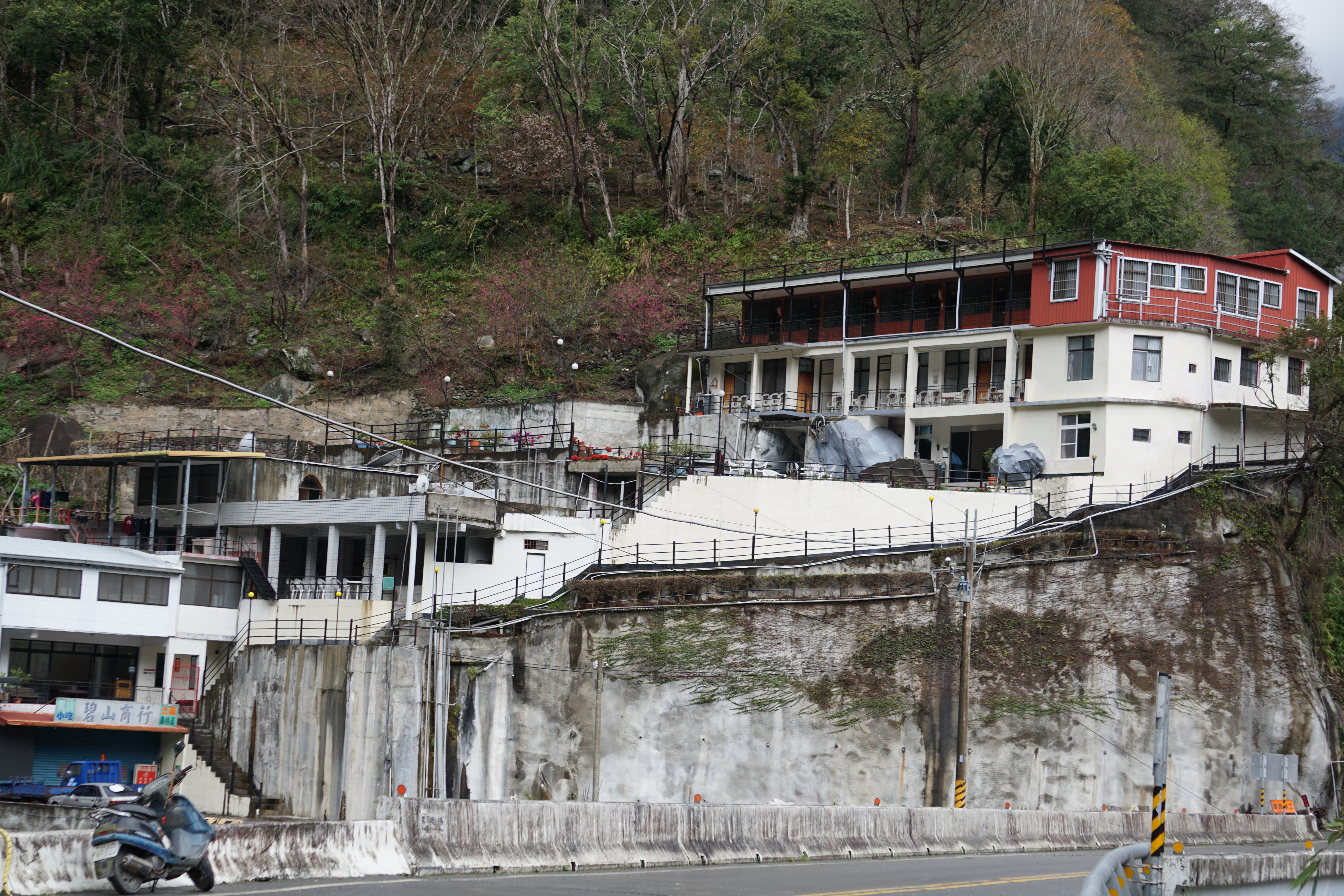
碧山温泉にある一軒宿
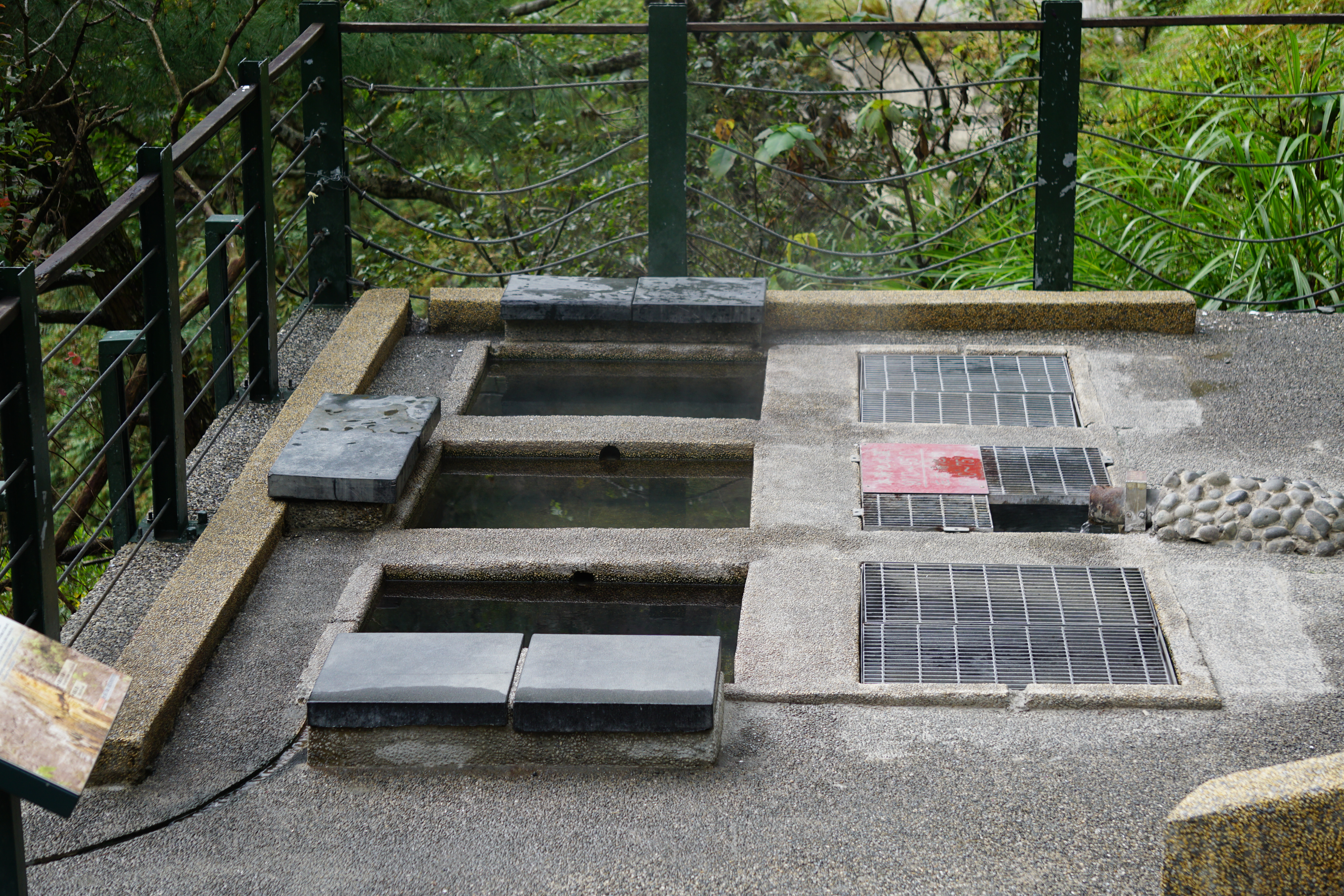
六口温泉

## 泉質
無味無臭、無色透明、PH9.1の炭酸泉で飲用が可能。源泉温度は約94度。　

## アクセス
- 公共交通機関：台東市内から鼎東客運（中国語版）の利稲行きバスに乗り、天龍橋駅で下車。西へ台20線沿いに1km歩くと到着する。バスの本数はそんなに多くない。[1]
- 自家用車：台20線を台東側から西上する。災害の影響で台南・高雄側からはアクセスできない。